# NGC 3000
NGC 3000 est constitué de deux étoiles situées dans la constellation de la Grande Ourse. 
L'astronome français Édouard Stephan a enregistré la position de ces deux étoiles le 20 mars 1882.